# Giovanni Savarese
Giovanni Savarese Rubinaccio (Caracas, Distrito Federal, 14 de julio de 1971) es un exfutbolista y entrenador venezolano sin club.
Fue jugador de la selección de fútbol de Venezuela. Su posición era delantero y es conocido por su paso por el MetroStars de Nueva York (hoy Red Bull New York), donde es apodado "Gio".

## Biografía

### Deportivo Italia
Empezó su carrera con el Deportivo Italia de Venezuela, cuando tenía apenas 15 años, en la temporada de la Primera División de Venezuela 1986/87. En la Primera División de Venezuela 1987/88 marcando un gol. En la temporada 1988/89 anotó seis goles.

### Long Island University
Se mudó a los Estados Unidos, allí jugó con los Blackbirds de la Universidad de Long Island durante su carrera universitaria. Con Los Blackbirds anotó 50 goles ubicándose así como el 5.º máximo artillero de la historia. En el año 1992 fue nombrado como el jugador más valioso de la Conferencia de la Northeast.

### Long Island Rough Riders
Posteriormente, Savarese se unió a los Long Island Rough Riders para disputar el campeonato de la USISL en 1995. Allí, junto a otras futuras estrellas de la Major League Soccer como el portero internacional Tony Meola y Chris Armas, alcanzó el campeonato de la USISL ese mismo año. En el 1995 fue nombrado Jugador más destacado de la USISL durante la temporada regular al igualmanera que la postemporada.

### MetroStars
En el Draft Inaugural de la MLS en 1996 fue tomado por MetroStars en la novena ronda. Marcó el primer gol en la historia del MetroStars en su primer partido, con derrota de 2-1 ante Los Ángeles Galaxy el 13 de abril de 1996. Savarese también marcaría los primeros ocho goles de la franquicia en su historia (no cuenta un gol en contra de un jugador del Tampa Bay Mutiny, en el mismo partido en el que Gio anotó un gran gol de chilena).
Savarese jugó tres años con el MetroStars, con los que marcó 42 goles en 85 partidos (14 en 1996 en 26 partidos, dando una asistencia de gol, disputando los playoffs, jugando 1 partido y marcando 1 gol; 14 en 1997 en 29 partidos, dando 4 asistencias de gol; y 14 en 1998 en 30 partidos, dando 7 asistencias de gol, disputando los playoffs y jugando 2 partidos), actual récord de la franquicia, además de sumar 94 puntos (44 goles, también récord, y 101 puntos en todas las competiciones) y se convirtió en un ídolo de la fanaticada neoyorquina.
También con el MetroStars disputó la US Open Cup en 1997, debutando el 23 de julio en la tercera ronda contra el Richmond Kickers, con victoria de 3-0, disputando 18 minutos. En total disputó 3 partidos, 2 como titular, jugando 228 minutos. Fueron eliminados en las semifinales. En la US Open Cup de 1998 arrancó con dupleta, el 22 de julio contra el Tampa Bay Mutiny. Jugó los 90 minutos y marcó en los minutos 33 y 35. En esa edición disputó en total 3 partidos, todos como titular, marcando 2 goles, dando una asistencia de gol y jugando 217 minutos. Fueron eliminados en las semifinales.

### New England Revolution
En 1999 fue traspasado al New England Revolution (en una operación con el salvadoreño Raúl Ruiz Arce) a pesar de los lamentos de los aficionados del MetroStars. Con los "Revs" anotó 10 goles en 27 partidos, dando 2 asistencias de gol y jugando 2.062 minutos.

### Perugia
Dejó la MLS para fichar con el club italiano Perugia en 2000, pero nunca llegó a jugar en el equipo de la Serie A, que lo prestó al Viterbese de la Serie C1, con el que disputó sólo 7 partidos.

### San José Earthquakes
Gianni regresó a la MLS en el 2000 y firmó con el San José Earthquakes al final de la temporada, pero no pudo marcar ningún gol en 4 partidos. Dio 1 asistencia de gol y jugó 303 minutos.

### Swansea City
En octubre de 2000, Savarese volvía a irse a Europa, pero esta vez para fichar con el conjunto galés Swansea City que participaba en la Segunda División de Inglaterra. Allí se volvió un héroe de inmediato al marcarle al Stoke City FC en su debut y poco después al Bristol City. Esa temporada (00-01) anotó 14 goles en 31 partidos para los cisnes.

### Deportivo Italchacao
Savarese voló a Venezuela para integrarse al Deportivo Italchacao, pero se fue sin marcar gol, ya que luego regresó a Europa antes del final del torneo.

### Millwall
Continuó su carrera en Inglaterra, ya que recibió varias ofertas por su gran temporada con el Swansea City y finalmente firmó con el club inglés Millwall de la Primera División, con el que disputó solo 1 partido. Su estadía en el Millwall la desarrolló sobre todo en el segundo equipo donde anotó 4 goles en 7 partidos.
Volvió a residenciarse en los Estados Unidos y se convirtió en asistente técnico en St. John's University.

### Sassari Torres
Voló a Italia, donde lo fichó el conjunto italiano Sassari Torres, con el que apenas jugó 1 partido.

### Rough Riders
En 2004 se convirtió en el fichaje del año para los Rough Riders (en ese entonces en la USL Pro Soccer League, segunda división). Allí anotó 5 goles en 10 partidos con el equipo que lo colocó en el mapa del fútbol estadounidense.

### Como entrenador
De 2005 a 2007, se desempeñó como Director de Proyectos Juveniles de Red Bull New York nuevo nombre del antiguo MetroStars. De esta manera dio inicio al Proyecto Juvenil del club de la MLS.
Fue condecorado como el mejor entrenador nacional de la categoría sub-16 del país norteño por la Academia de Desarrollo de la US Soccer (federación local) en la temporada 2007-08. Destacó con el Metropolitan Oval de Nueva York, que tiene su sede en la cancha de fútbol más antigua de la nación. El año pasado, recibió una propuesta de la US Soccer para integrar el cuerpo técnico del seleccionado sub-17 de Estados Unidos.
El 19 de noviembre de 2012 fue nombrado técnico del New York Cosmos.

#### Portland Timbers
En diciembre de 2017 es nombrado como técnico en propiedad del club Portland Timbers de la Major League Soccer (MLS), siendo el primer venezolano en ocupar ese cargo en un club de la liga. En el 2018 Savarese al frente del Portland Timbers derrotó 3-0 a Philadelphia Union y con ello igualaron el récord de mayor cantidad de partidos sin derrota (17) en la historia del club y de la MLS. El 21 de agosto de 2023, los Timbers anunciaron que habían despedido a Savarese.

## Detalles

### All-Stars MLS
El 14 de julio de 1996, estando en el MetroStars, participó en el All-Stars MLS 1996 con el equipo del Este, con victoria de 3-2. Entró en el primer tiempo y disputó 48 minutos. Disparó 4 veces a portería, 2 de ellas entre los 3 palos, y marcando 1 gol en el minuto 69 ante 78.416 espectadores. Compartió con jugadores como Carlos Valderrama y Roberto Donadoni, entre otros.

### Salón de la Fama
En 2007, Giovanni Savarese fue exaltado al Salón de la Fama del Fútbol Estadounidense, donde brilló con el Metrostars en sus inicios, y fue inmortalizado por ser el segundo mejor goleador de la historia del club.

### Televisión
El exjugador de la MLS se unió al equipo de ESPN para las transmisiones de los partidos en América Latina en el año 2007.

## Selección nacional
Su destacada actuación en el fútbol estadounidense a finales de los 90 le valió ser considerado para integrar la Vinotinto, con la que actuó en 30 ocasiones. Sus partidos más recordados son la victoria ante Bolivia durante la eliminatoria al Mundial de 1998 cuando anotó un gol al portero Carlos Trucco, y una derrota frente a Argentina en esa misma eliminatoria, al abrir el marcador muy temprano ante el portero Pablo Cavallero.
Debutó en la selección de fútbol de Venezuela en un partido amistoso disputado contra Paraguay el 26 de marzo de 1989, disputado en el Estadio Olímpico de la UCV de Caracas con derrota de 2-1.
Debutó en una eliminatoria al Mundial contra Bolivia el 7 de julio de 1996, disputado en el Estadio Hernando Siles de La Paz con resultado de 6-1 a favor de Bolivia.
Su primer gol en una eliminatoria al Mundial fue contra Argentina el 9 de octubre de 1996, en juego disputado en el estadio Polideportivo de Pueblo Nuevo de San Cristóbal con derrota de 2-5, marcando el gol en el minuto 7.
Marcó 10 goles con la Vinotinto: 3 en eliminatoria al Mundial contra Argentina y 2 contra Bolivia, y 1 en amistoso contra Panamá.

### Categorías juveniles
- Torneo Sudamericano Sub-15 (1986): Lima, Perú. Marcó un gol a Brasil en el juego el cual finalizó con el resultado 1 x 1.
- Torneo Juventud de América Sub-18 (1988): Buenos Aires, Argentina.
- Preolímpico Sudamericano Sub-23 (1992): Asunción, Paraguay.

### Participaciones
| Detalle                  | Juegos | Goles |
| ------------------------ | ------ | ----- |
| Copa América             | 0      | 0     |
| Eliminatorias al Mundial | 17     | 3     |
| Amistosos                | 7      |       |
| Total                    | 24     | 3     |

### Participaciones en Eliminatorias al Mundial
| Eliminatorias    | Resultado  | PJ | Goles |
| ---------------- | ---------- | -- | ----- |
| Eli.Mundial 1998 | 10.º Lugar | 10 | 2     |
| Eli.Mundial 2002 | 9.º Lugar  | 7  | 1     |

## Clubes

### Como jugador
| Club                     | País           | Año       |
| ------------------------ | -------------- | --------- |
| Deportivo Italia         | Venezuela      | 1986-1989 |
| Greek American AA        | Estados Unidos | 1990-1993 |
| Long Island Rough Riders | Estados Unidos | 1994-1995 |
| MetroStars               | Estados Unidos | 1996-1998 |
| Caracas F.C              | Venezuela      | 1998      |
| New England Revolution   | Estados Unidos | 1999      |
| Deportivo Táchira        | Venezuela      | 1999      |
| Perugia                  | Italia         | 2000      |
| Viterbese                | Italia         | 2000      |
| San Jose Earthquakes     | Estados Unidos | 2000      |
| Swansea                  | Gales          | 2001      |
| Millwall                 | Inglaterra     | 2001      |
| Deportivo Italchacao     | Venezuela      | 2002-2003 |
| Sassari Torres           | Italia         | 2003      |
| Long Island Rough Riders | Estados Unidos | 2004      |

### Como entrenador
| Club             | País           | Año       |
| ---------------- | -------------- | --------- |
| New York Cosmos  | Estados Unidos | 2013-2017 |
| Portland Timbers | Estados Unidos | 2018-2023 |

### Estadísticas como entrenador
| Club             | País           | Año       | PJ  | PG  | PE  | PP  | Efectividad |
| ---------------- | -------------- | --------- | --- | --- | --- | --- | ----------- |
| New York Cosmos  | Estados Unidos | 2013-2017 | 153 | 74  | 47  | 32  | 58.61%      |
| Portland Timbers | Estados Unidos | 2018-2023 | 216 | 91  | 53  | 72  | 50.31%      |
| Total            | Total          | Total     | 369 | 165 | 100 | 104 | 53.75%      |

## Palmarés

### Como entrenador
New York Cosmos
- NASL Championship (3): 2013, 2015, 2016
  - Subcampeón (1): 2017

- North American Soccer League (3): 2013, 2015, 2016

 Portland Timbers
- MLS is Back Tournament (1): 2020
  - Subcampeón MLS (1): 2018

### Distinciones individuales
| Distinción                                                      | Año  |
| --------------------------------------------------------------- | ---- |
| Goleador del MetroStars en la Liga estadounidense con 14 goles. | 1996 |
| Goleador del MetroStars en la Liga estadounidense con 14 goles. | 1997 |
| Equipo MVP.                                                     | 1997 |
| Goleador del MetroStars en la Liga estadounidense con 16 goles. | 1998 |
| Goleador del MetroStars en la US Open Cup con 2 goles.          | 1998 |
| Jugador del año.                                                | 1998 |